# Renato Sanches
Renato Júnior Luz Sanches (Lisszabon, 1997. augusztus 18. –) Európa-bajnok portugál válogatott labdarúgó, a Paris Saint-Germain játékosa, de kölcsönben az AS Roma csapatánál szerepel.

## Klubcsapatokban

### Benfica
Renato Sanchez Lisszabonban született, 2006-ban csatlakozott a SL Benfica akadémiájához. A 2014–15-ös szezonban került fel a Sasok tartalékegyütteséhez, majd 2015. október 30-án a felnőtt csapatban is debütálhatott. Még ebben az évben 2021-ig meghosszabbította a szerződését. December 4-én, mindössze 18 évesen a Benfica legfiatalabb gólszerzője lett a 21. században az Estádio da Luzban. Teljesítményével több neves klub, többek közt a Manchester United érdeklődését is felkeltette. Végül 2016. május 10-én a Bayern München hivatalos honlapján bejelentette, hogy 35 millió eurót fizettek érte, és öt évre írt hozzájuk alá a portugál tehetség.

### Bayern München
Ezzel a szerződéssel Sanches lett minden idők legdrágább játékosa, akit portugál klubcsapattól szerződtettek, valamint az első portugál a Bayern München történetében.
Kisebb sérülése után szeptember 9-én debütált a Schalke 04 elleni 2–0-s győzelem alkalmával Arturo Vidal cseréjeként. Október 25-én megkapta az Európában játszó legjobb 21 év alatti játékosnak járó Golden Boy-díjat.

### Swansea City
2017. augusztus 31-én a Bayern egy évre kölcsönadta az angol élvonalban szereplő Swansea Citynek.

### Lille
2019. augusztus 23-án a francia élvonalban szereplő Lille szerződtette. Sanches négy évre írt alá, a francia klub 25 millió eurót fizetett érte.

### Paris Saint-Germain
2022. augusztus 4-én aláírt a szintén francia együtteshez, a Paris Saint-Germainhez, egészen 2027. június 30-ig. A párizsi klub 15 millió eurós értékben szerződtette.

### AS Roma
2023. augusztus 16-án vált hivatalossá, hogy a 2023-2024-es szezont kölcsönben az AS Roma csapatánál tölti.

### A válogatottban
Sanches  40 alkalommal lépett pályára  Portugália ifjúsági válogatottjaiban. Pályára lépett a 2014-es U17-es labdarúgó-Európa-bajnokságon, ahol az elődöntőben a későbbi győztes Angliától kaptak ki.
2016. március 18-án Fernando Santos, a nagyválogatott szövetségi kapitánya meghívta a felnőttek keretébe is. Bulgária ellen debütált, a 76. percben állt be William Carvalho helyére.

## Klub statisztika
| Klub           | Idény          | Bajnokság | Bajnokság | Kupa      | Kupa | Ligakupa  | Ligakupa | Kontinentális | Kontinentális | Összes    | Összes |
| Klub           | Idény          | Szereplés | Gól       | Szereplés | Gól  | Szereplés | Gól      | Szereplés     | Gól           | Szereplés | Gól    |
| -------------- | -------------- | --------- | --------- | --------- | ---- | --------- | -------- | ------------- | ------------- | --------- | ------ |
| Benfica B      | 2014–15        | 24        | 0         | —         | —    | —         | —        | —             | —             | 24        | 0      |
| Benfica B      | 2015–16        | 10        | 28        | —         | —    | —         | —        | —             | —             | 10        | 3      |
| Benfica B      | Összes         | 34        | 28        | —         | —    | —         | —        | —             | —             | 34        | 3      |
| Benfica        | 2015–16        | 15        | 2         | 0         | 0    | 1         | 0        | 2             | 0             | 18        | 2      |
| Karrier összes | Karrier összes | 49        | 30        | 0         | 0    | 1         | 0        | 2             | 0             | 52        | 5      |

## Sikerei, díjai
SL Benfica
- Portugál bajnok (1): 2015–2016
- Portugál ligakupa-győztes (1): 2015–2016

FC Bayern München
- Német bajnok (1): 2016–2017
  - Német szuperkupa győztes (1) : 2017

Portugália
- Európa-bajnok (1): 2016

Egyéni
- Golden Boy-díj (1): 2016